# Spittelmarkt (metrostation)
Spittelmarkt is een station van de metro van Berlijn, gelegen onder het gelijknamige plein en de Wallstraße in Berlin-Mitte, langs de oever van de Spree. Het metrostation opende op 1 oktober 1908, toen het stamtracé van de Berlijnse metro verlengd werd naar het stadscentrum. Tegenwoordig is het station onderdeel van lijn U2.
Station Spittelmarkt beschikt over een eilandperron en ligt direct onder het straatniveau. Kenmerkend voor het station is de venstergalerij aan de rivierzijde, waardoor daglicht doordringt tot op het perron.

## Geschiedenis
De verlenging van het stamtracé vanaf de Potsdamer Platz naar het stadscentrum kwam er niet zonder slag of stoot. De Hochbahngesellschaft wilde het eerste deel van de lijn tot aan de Spittelmarkt aanleggen onder de Leipziger Straße. Deze in rechte lijn verlopende route was het kortst, maar de Große Berliner Straßenbahn, die tramlijnen over deze straat bedreef, dreigde met schadeclaims en trok samen met het stadsbestuur, dat voor schade aan de straat en overlast vreesde, ten strijde tegen dit plan. Na overhandelingen besloot men daarom de lijn noordelijker aan te leggen, via de Mohrenstraße, de Gendarmenmarkt, de Hausvogteiplatz en de Niederwallstraße.
De aanleg van van het twee kilometer lange tunneltraject begon op 15 december 1905. Op 1 oktober 1908 werd station Spittelmarkt samen met drie andere nieuwe metrostations geopend. Totdat de lijn op 1 juli 1913 werd doorgetrokken naar station Alexanderplatz was Spittelmarkt het eindpunt van de centrumtak.

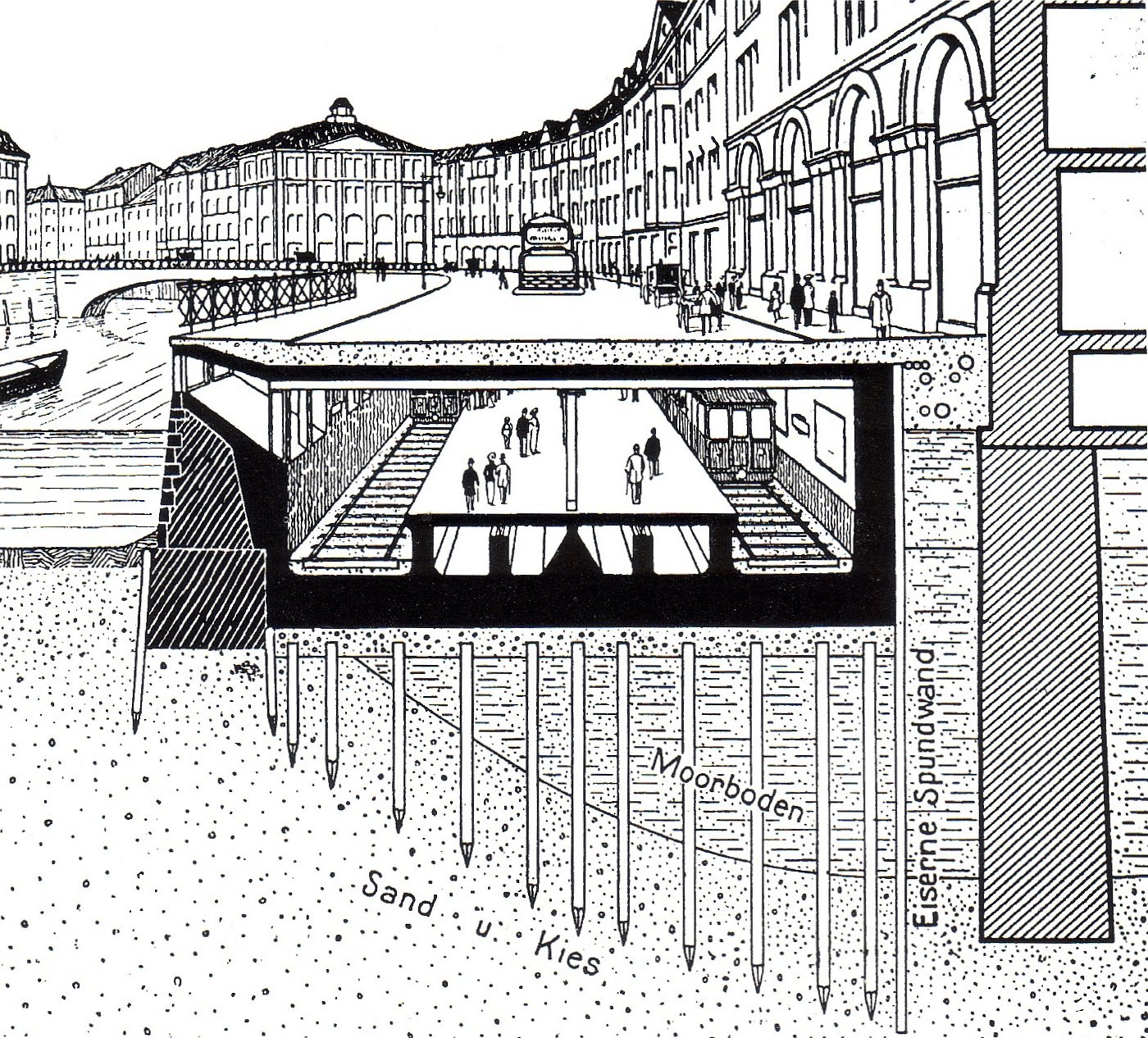
Doorsnede van het station, 1907

De drassige bodem waarin het station werd gebouwd, pal naast de Spree, maakte een omvangrijke paalfundering tot op een diepte van 15 meter noodzakelijk. Tussen het station en de bebouwing aan de Wallstraße werd daarnaast een ijzeren damwand geslagen. De positie aan de rivier bood echter ook extra mogelijkheden: de noordwand van het station kon tegelijkertijd als kademuur dienen en door vensters in deze wand zou daglicht binnen kunnen dringen. Tijdens de bouw stuitte men op middeleeuwse vestingfragmenten en resten van een kerkhof.
Net als de andere stations op de metrolijn door het centrum werd station Spittelmarkt ontworpen door de huisarchitect van de Hochbahngesellschaft, Alfred Grenander. Afgezien van de funderings- en waterkeringswerken kreeg het station een eenvoudig constructie met een betonnen dak en stalen steunpilaren. De herkenningskleur van het station kwam tot uiting in de blauwe omlijsting van de stationsborden en een blauwe band in de verder wit betegelde wanden. Ook de kiosken op het perron kregen een bekleding in de kenkleur. Uniek werd station Spittelmarkt echter door de venstergalerij aan de noordzijde: vijftien maal drie vensters naast elkaar met uitzicht op de Spree. Om de lichtinval te vergroten bouwde men trechtervormige openingen in de wand, die tot op perronhoogte doorlopen. Aangezien het waterpeil in de Spree door middel van sluizen constant gehouden werd (en wordt), was overstroming van het station via de openingen in de wand zo goed als uitgesloten.

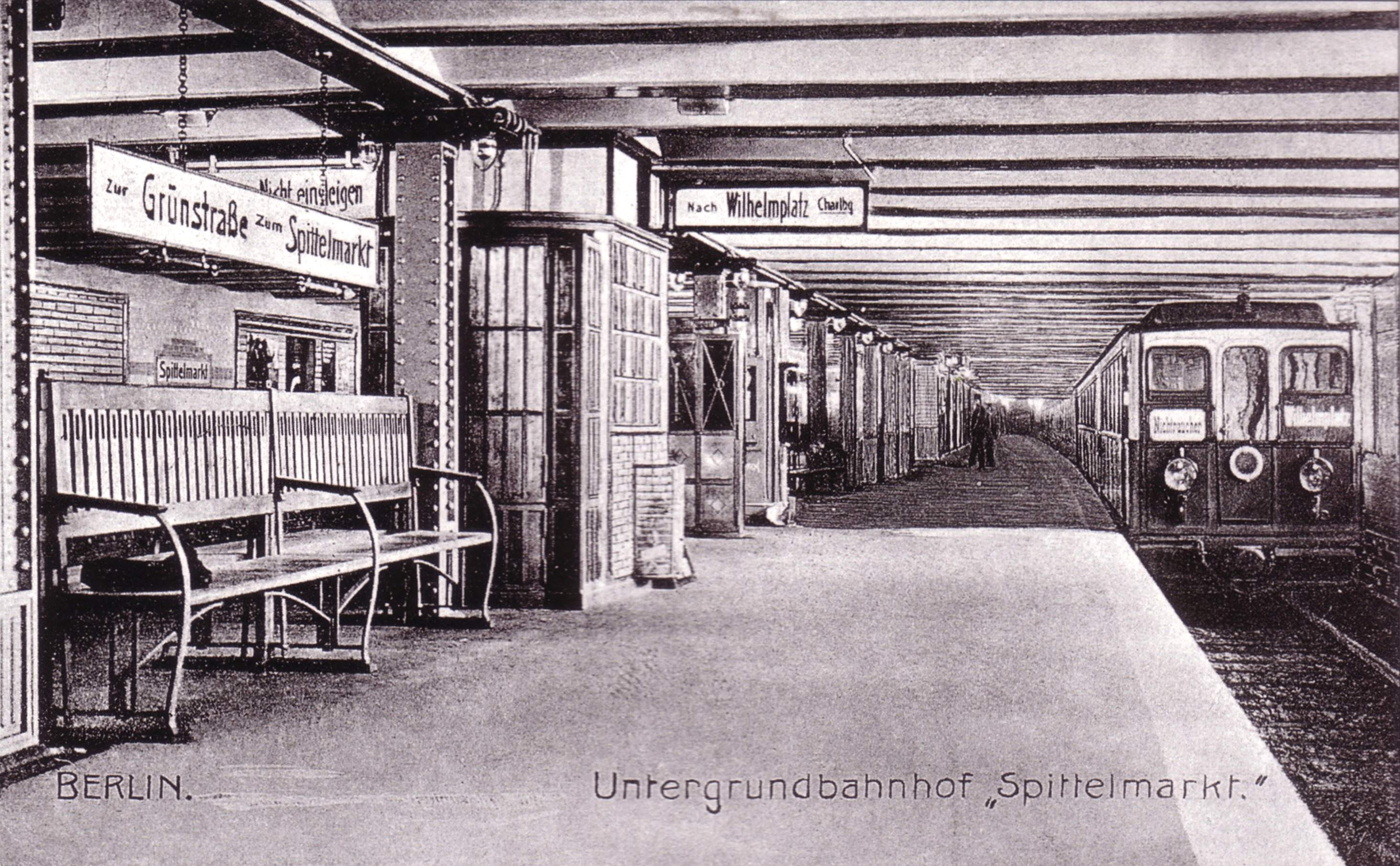
Voorlopig eindstation Spittelmarkt, 1908

In tegenstelling tot tegenwoordig was de Spittelmarkt aan het begin van de 20e eeuw een druk stadsplein dat gedomineerd werd door winkels, trams en koetsen. Het metrostation trok dan ook een groot aantal reizigers. De Hochbahngesellschaft had zelfs plannen voor de bouw van een aanlegplaats voor boten naast het station, maar zover kwam het niet.
Tijdens de werkzaamheden aan de verlenging van de Spittelmarktlijn naar de Alexanderplatz ontstond op 27 maart 1912 een lek in de tunnel onder de Spree bij de Inselbrücke. Station Spittelmarkt kwam onder water te staan en was enige dagen gesloten. De dienst werd voorlopig ingekort tot station Leipziger Platz, maar vanaf 2 april konden er weer treinen naar de Spittelmarkt gaan rijden. Naar aanleiding van het ongeval werden bij alle rivierkruisingen damdeuren geplaatst.

### Tweede Wereldoorlog
De eerste aanpassingen aan station Spittelmarkt vonden plaats tijdens de Tweede Wereldoorlog. In het kader van de door het ministerie van Binnenlandse Zaken gevorderde verduisteringsmaatregelen liet het stadsvervoerbedrijf BVG de 45 vensters langs de Spree dichtmetselen. De oorlog had echter nog verder strekkende gevolgen. Bij een luchtaanval op Berlijn op 3 februari 1945 werd het station geraakt en dusdanig beschadigd dat metroverkeer gedurende de oorlog niet meer mogelijk was. Toevalligerwijs was de noordelijke, aan de Spree grenzende wand niet getroffen, zodat het water buiten bleef - voorlopig. In mei 1945 verergerde de situatie echter, toen de Noord-zuidtunnel van de S-Bahn ter hoogte van het Landwehrkanaal werd opgeblazen en onder water kwam te staan. Via een voetgangerstunnel in station Friedrichstraße bereikte het water ook het metronetwerk. Bijna een miljoen kubieke meter water verspreidde zich vervolgens door de tunnels en het traject Alexanderplatz - Potsdamer Platz overstroomde volledig - station Spittelmarkt hield het toch niet droog.
Na het einde van de oorlog werd de tunnel leeggepompt en kon het metronet provisorisch hersteld worden. Er werden diverse pendeldiensten ingesteld op de toenmalige lijn A. Op 31 juli 1945 kon station Spittelmarkt weer in dienst komen en reden er pendeltreinen tussen de stations Stadtmitte en Märkisches Museum. Vanaf 15 September 1946 bestond er weer doorgaand verkeer over de gehele lijn. De venstergalerij bleef gesloten, al kon men de contouren ervan nog duidelijk in de wand herkennen.

### DDR-periode

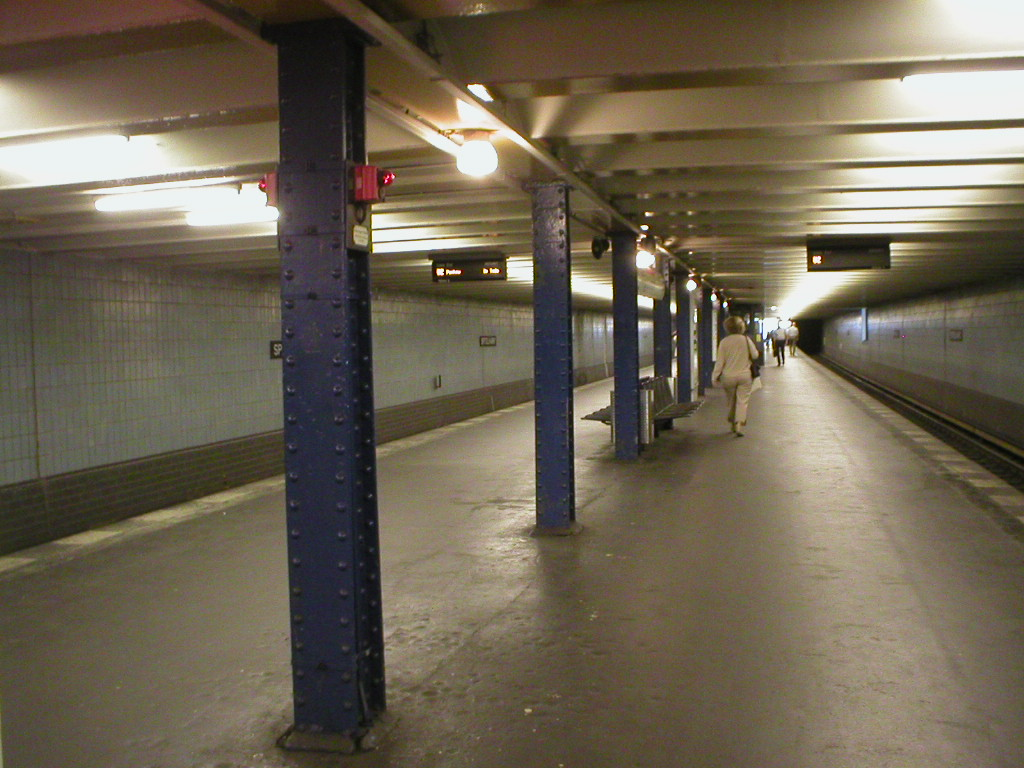
Perronhal met nog dichtgemetselde ramen

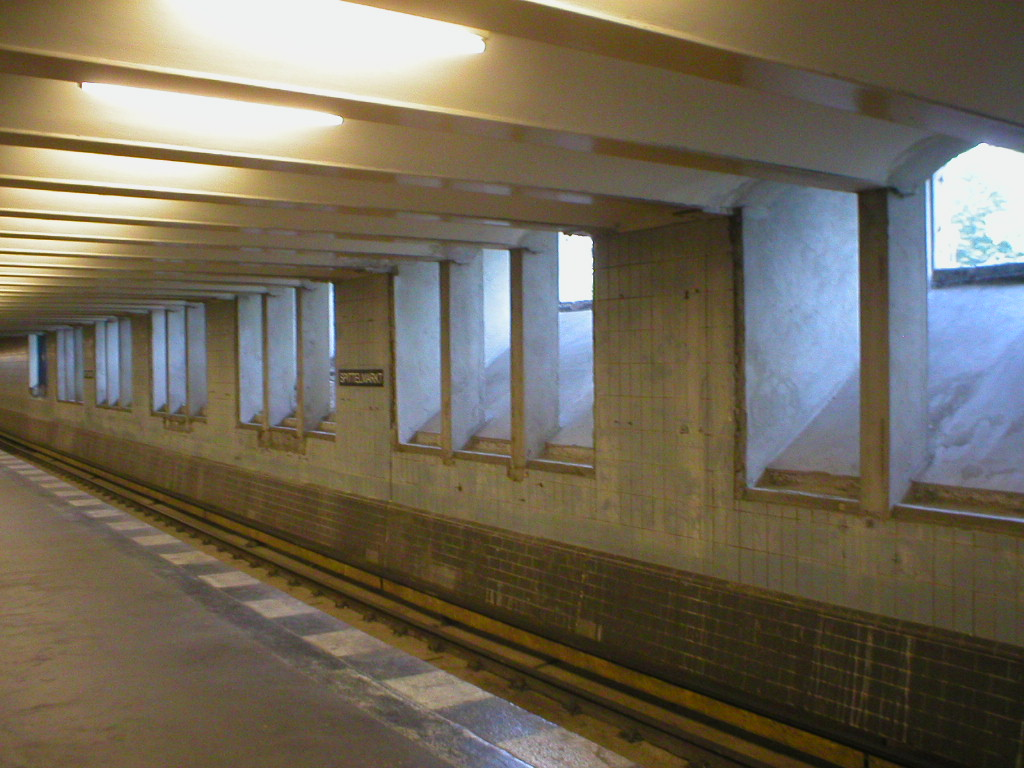
Heropende vensters tijdens de restauratie

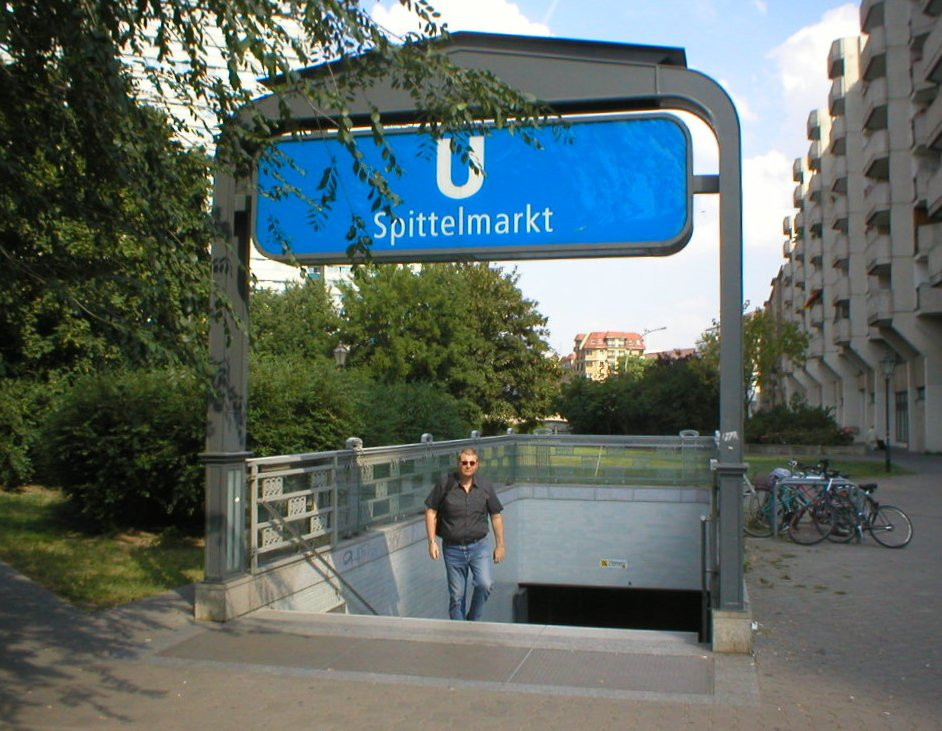
Westelijke toegang aan de Spittelmarkt

Na de oorlog veranderde de ooit zo levendige Spittelmarkt aanzienlijk. Het stadscentrum van Oost-Berlijn verplaatste zich richting de Alexanderplatz en na de bouw van de Berlijnse Muur in 1961 werd lijn A in tweeën gesplitst. De verbinding tussen de Spittelmarkt en het westen van de stad viel weg en de treinen reden niet verder dan station Thälmannplatz; het grote aantal reizigers van voor de oorlog was niet meer in station Spittelmarkt aan te treffen.
In de jaren 1960 onderging het station een renovatie en werden de oorspronkelijke witte tegels door donkerblauwe vervangen. Ook verdwenen de reclameborden, die in het communistische economische systeem niet gebruikt werden. De nieuwe wandbekleding had de contouren van de gesloten venstergalerij doen verdwijnen. Bij de opknapbeurt die het station in 1986 ter gelegenheid van het 750-jarig bestaan van de stad kreeg bleven de vensters eveneens gesloten, omdat de bouwkundige staat van het station instabiel zou zijn.

## Restauratie
Na de Duitse hereniging in 1990 kwam de restauratie van de metrostations in de oude binnenstad opnieuw ter sprake. De eerste werkzaamheden in station Spittelmarkt, dat overigens als enige station aan het centrale deel van de U2 geen monumentbescherming geniet, begonnen echter pas in 1998. Na proefboringen in de wand werden drie ramen heropend, maar vanwege een gebrek aan financiële middelen bleef het voorlopig daarbij.
In maart 2005 kondigde de BVG aan alle stations op het traject Spittelmarkt - Stadtmitte in hun oorspronkelijke staat terug te gaan brengen. Twee jaar daarvoor ondergingen de stations Märkisches Museum en Klosterstraße al een grondige restauratie en was wederom een deel van de vensters in station Spittelmarkt geopend. In mei 2006 was de 2,5 miljoen euro kostende operatie in station Spittelmarkt voltooid. Sindsdien zijn alle vensters weer geopend en heeft het metrostation zijn oorspronkelijke wit-blauwe kleurschema terug. Daarnaast werden de verlichting en de vloeren vernieuwd en verschenen er op de voormalige reclameborden foto's van Friedrich Albert Schwartz. Het thema van deze fotoserie is "Berlijn en het water", verwijzend naar de ligging van het station aan de Spree. Sinds de restauratie is de venstergalerij 's nachts blauw verlicht. Twee jaar na de grote renovatie werd station Spittelmarkt nog van een lift voorzien.. Deze lift bevindt zich bij de westelijke toegang tot het station.